# フランク・W・バヤリー
フランク・ウールジー・バヤリー（Frank Woolsey Bireley、1899年 - 1960年）は、アメリカ合衆国の実業家、発明家である。清涼飲料水のブランド「バヤリース」を立ち上げた。

## 生涯
バヤリーは1899年にロサンゼルスで生まれた。スタンフォード大学在学中にオレンジジュースを作って販売し、これが大成功したことから、1923年に大学を中退して自身の会社、フランク・W・バヤリー・カンパニー（Frank W. Bireley Company、後のバヤリース・インク(Bireley's Inc)）を設立した。バヤリーは、生産工程を効率化するために独自の機械を開発し、世界初の自動ジュース絞り機の特許を取得した。この成功により、バヤリーは「オレンジジュース王」と呼ばれるようになった。バヤリース・インクは1943年にゼネラル・フーズに買収されたが、バヤリーはゼネラル・フーズの一部門を率いて製造の指導に当たった。

## 私生活
バヤリーは1935年にクリスティーン・ハリエット（Christine Harriet、1916年-1996年）と結婚した。夫妻はロサンゼルス近郊のトルーカ・レイクに居住し、3人の子供をもうけた。
バヤリーは飛行機操縦が趣味で、アメリア・イアハートと親交があり、後に第二次世界大戦中のアメリカ陸軍航空隊のパイロットとなるフランク・カーツに操縦を教えた。
バヤリーは1960年に死去し、妻は夫を記念して設立された慈善団体「バヤリー財団」の会長を務めた。